# Giải César lần thứ 45
Lễ trao giải César lần thứ 45 do Viện Hàn lâm Kỹ thuật và Nghệ thuật Điện ảnh tổ chức diễn ra vào ngày 28 tháng 2 năm 2020 tại Salle Pleyel ở Paris, nhằm tôn vinh những cá nhân/tác phẩm điện ảnh Pháp xuất sắc nhất năm 2019. Sandrine Kiberlain là chủ tịch lễ trao giải, còn Florence Foresti làm người chủ trì (dẫn chương trình) buổi lễ.
Những tranh cãi và tẩy chay đã đeo bám Viện Hàn lâm nhiều tháng trước khi diễn ra buổi lễ. Toàn bộ ban giám đốc của Viện Hàn lâm đã giải thể vào ngày 13 tháng 2 năm 2020, nhằm đáp trả những khiếu nại về quy trình bỏ phiếu mờ ám và sự bất lực của các thành viên bình thường trong Viện Hàn lâm – những người không bỏ phiếu cũng như không bày tỏ bất kì hành vi kiểm soát nào đối với bộ phận lãnh đạo của Viện.  Những điểm nhấn tranh cãi khác xoay quanh 12 đề cử của bộ phim J'accuse (tựa tiếng Anh An Officer and a Spy) của đạo diễn Roman Polanski, bởi đó là số đề cử lớn nhất mà một tác phẩm có thể giành được. Các nhà hoạt động nữ quyền của Pháp đã phản đối việc tôn vinh quá đà Polanski, người từng bị kết tội cưỡng hiếp tại California vào năm 1978 nhưng chưa bao giờ phải thụ án, ngoài ra ông còn bị cáo buộc một số vụ hiếp dâm khác.

## Chiến thắng và đề cử
Các đề cử cho lễ trao giải César lần thứ 45 đã được công bố vào ngày 29 tháng 1 năm 2020.
| Phim hay nhất (công bố bởi Sandrine Kiberlain) Les Misérables − Sản xuất bởi Toufik Ayadi và Christophe Barral; Đạo diễn bởi Ladj Ly - La Belle Époque − Sản xuất bởi François Kraus và Denis Pineau-Valencienne; Đạo diễn bởi Nicolas Bedos - By the Grace of God − Sản xuất bởi Nicolas Altmayer và Éric Altmayer; Đạo diễn bởi François Ozon - The Specials − Sản xuất bởi Nicolas Duval Adassovsky; Đạo diễn bởi Eric Toledano và Olivier Nakache - J'accuse − Sản xuất bởi Alain Goldman; Đạo diễn bởi Roman Polanski - Portrait of a Lady on Fire − Sản xuất bởi Bénédicte Couvreur; Đạo diễn bởi Céline Sciamma - Oh Mercy! − Sản xuất bởi Pascal Caucheteux và Grégoire Sorlat; Đạo diễn bởi Arnaud Desplechin | Đạo diễn xuất sắc nhất (công bố bởi Emmanuelle Bercot & Claire Denis) Roman Polanski − J'accuse - Nicolas Bedos − La Belle Époque - François Ozon − By the Grace of God - Eric Toledano và Olivier Nakache − The Specials - Ladj Ly − Les Misérables - Céline Sciamma − Portrait of a Lady on Fire - Arnaud Desplechin − Oh Mercy! |
| Nam diễn viên chính xuất sắc nhất (công bố bởi Marisa Berenson) Roschdy Zem − Oh Mercy! vai Yacoub Daoud - Daniel Auteuil − La Belle Époque vai Victor Drumond - Damien Bonnard − Les Misérables vai Stéphane Ruiz - Vincent Cassel − The Specials vai Bruno Haroche - Jean Dujardin − J'accuse vai Marie-Georges Picquart - Reda Kateb − The Specials vai Malik - Melvil Poupaud − By the Grace of God vai Alexandre Guérin | Nữ diễn viên chính xuất sắc nhất (công bố bởi Mathieu Kassovitz) Anaïs Demoustier − Alice and the Mayor vai Alice Heimann - Eva Green − Proxima vai Sarah Loreau - Adèle Haenel − Portrait of a Lady on Fire vai Héloïse - Chiara Mastroianni − On a Magical Night vai Maria Mortemart - Noémie Merlant − Portrait of a Lady on Fire vai Marianne - Doria Tillier − La Belle Époque vai Margot - Karin Viard − Chanson douce vai Louise |
| Nam diễn viên phụ xuất sắc nhất (công bố bởi Chiara Mastroianni) Swann Arlaud − By the Grace of God vai Emmanuel Thomassin - Grégory Gadebois − J'accuse vai Hubert Henry - Louis Garrel − J'accuse vai Alfred Dreyfus - Benjamin Lavernhe − Mon inconnue vai Félix / Gumpar - Denis Ménochet − By the Grace of God vai François Debord | Nữ diễn viên phụ xuất sắc nhất (công bố bởi Emmanuelle Devos & Vincent Dedienne) Fanny Ardant − La Belle Époque vai Marianne Drumond - Josiane Balasko − By the Grace of God vai Irène - Laure Calamy − Only the Animals vai Alice Farange - Sara Forestier − Oh Mercy! vai Marie Carpentier - Hélène Vincent − The Specials vai Hélène |
| Nam diễn viên triển vọng nhất (công bố bởi Déborah François & Karidja Touré) Alexis Manenti − Les Misérables vai Chris - Anthony Bajon − Au nom de la terre vai Thomas Jarjeau - Benjamin Lesieur − The Specials vai Joseph - Liam Pierron − La Vie scolaire vai Yanis Bensaadi - Djebril Zonga − Les Misérables vai Gwada | Nữ diễn viên triển vọng nhất (công bố bởi Aïssa Maïga) Lyna Khoudri − Papicha vai Nedjma 'Papicha' - Luàna Bajrami − Portrait of a Lady on Fire vai Sophie - Céleste Brunnquell − Les Éblouis vai Camille Lourmel - Nina Meurisse − Camille vai Camille Lepage - Mame Bineta Sané − Atlantics vai Ada |
| Kịch bản gốc hay nhất (công bố bởi Jean-Pierre Darroussin) La Belle Époque − Nicolas Bedos - By the Grace of God − François Ozon - The Specials − Eric Toledano và Olivier Nakache - Les Misérables − Ladj Ly - Portrait of a Lady on Fire − Céline Sciamma | Kịch bản chuyển thể hay nhất (công bố bởi Jean-Pierre Darroussin) J'accuse − Roman Polanski và Robert Harris dựa trên tiểu thuyết cùng tên của Robert Harris - Adults in the Room − Costa-Gavras dựa trên cuốn sách Adults in the Room: My Battle with Europe's Deep Establishment của Yanis Varoufakis - I Lost My Body − Jérémy Clapin et Guillaume Laurant dựa trên cuốn tiểu thuyết Happy Hand của Guillaume Laurant - Oh Mercy! − Arnaud Desplechin và Léa Mysius dựa trên phim tài liệu Roubaix, commissariat central của Mosco Boucault - Only the Animals − Dominik Moll và Gilles Marchand dựa trên cuốn tiểu thuyết Seules les bêtes của Colin Niel |
| Phim đầu tay hay nhất (công bố bởi Florence Foresti) Papicha − Mounia Meddour - Atlantics − Mati Diop - Au nom de la terre − Édouard Bergeon - The Wolf's Call − Antonin Baudry - Les Misérables − Ladj Ly | Quay phim xuất sắc nhất (công bố bởi Melha Bedia & Arnaud Valois) Portrait of a Lady on Fire − Claire Mathon - La Belle Époque − Nicolas Bolduc - J'accuse − Pawel Edelman - Les Misérables − Julien Poupard - Oh Mercy! − Irina Lubtchansky |
| Dựng phim xuất sắc nhất (công bố bởi Melha Bedia & Arnaud Valois) Les Misérables − Flora Volpelière - By the Grace of God − Laure Gardette - J'accuse − Hervé de Luze - La Belle Époque − Anny Danché và Florent Vassault - The Specials − Dorian Rigal-Ansou | Âm thanh xuất sắc nhất The Wolf's Call − Nicolas Cantin, Thomas Desjonquères, Raphaëll Mouterde, Olivier Goinard và Randy Thom - La Belle Époque − Rémi Daru, Séverin Favriau và Jean-Paul Hurier - J'accuse − Lucien Balibar, Aymeric Devoldère, Cyril Holtz và Niels Barletta - Les Misérables − Arnaud Lavaleix, Jérôme Gonthier và Marco Casanova - Portrait of a Lady on Fire − Julien Sicart, Valérie de Loof và Daniel Sobrino |

## Tranh cãi
Giải Đạo diễn xuất sắc nhất được trao cho Roman Polanski với tác phẩm J'accuse đã bị khán giả phản đối kịch liệt. Chỉ có một số ít người vỗ tay, thậm chí vài người vì quá ghê tởm nên đã bước ra khỏi khán phòng, tiêu biểu là Adèle Haenel – người nhận đề cử Nữ diễn viên chính xuất sắc nhất. Polanski cũng như đoàn làm phim của J'accuse không tham dự lễ trao giải, do đó cũng không có ai lên phát biểu nhận giải thay Polanski. Ngoài giải Đạo diễn xuất sắc nhất cho Polanski, hai hạng mục khác mà J'accuse giành chiến thắng là Kịch bản chuyển thể hay nhất và Thiết kế phục trang xuất sắc nhất cũng không có ai lên nhận giải.